# Макс Маєр
Макс Маєр (нім. Max Meyer, нар. 18 вересня 1995, Обергаузен) — німецький футболіст, атакувальний півзахисник клубу «Фенербахче». Грав за національну збірну Німеччини.

## Клубна кар'єра
Вихованець футбольної школи клубу «Шальке 04». Дорослу футбольну кар'єру розпочав 2012 року в основній команді того ж клубу. За 6 сезонів в «Шальке 04» зіграв 146 матчів.
2 серпня 2018 року підписав трирічний контракт з англійським «Крістал Пелес». Спочатку був серед гравців основного складу, але згодом припинив навіть потрапляти до заявки команди клубу. В січні 2021 року за згодою сторін контракт гравця з клубом було розірвано.
Першу половину 2021 року відіграв на батьківщині за «Кельн», де також гравцем основного складу не став. Згодом декілька ігор упродовж половини сезону провів за турецький «Фенербахче», а згодом — на правах оренди за данський «Мідтьюлланд».
У серпні 2022 року уклав однорічну угоду зі швейцарським «Люцерном».

## Виступи за збірні
2009 року дебютував у складі юнацької збірної Німеччини, взяв участь у 25 іграх на юнацькому рівні за команди різних вікових категорій, відзначившись 12 забитими голами.
В 2016 році грав за олімпійську футбольну команду Німеччини, завоювавши для країни срібні медалі.
Провів 4 матчі за збірну Німеччини.
| Дата       | Місто         | Господарі  | Результат | Гості     | Турнір            | Голи | Примітки |
| ---------- | ------------- | ---------- | --------- | --------- | ----------------- | ---- | -------- |
| 13-5-2014  | Гамбург       | Німеччина  | 0 – 0     | Польща    | товариський матч  | -    | 76'      |
| 31-8-2016  | Менхенгладбах | Німеччина  | 2 – 0     | Фінляндія | товариський матч  | 1    |          |
| 4-9-2016   | Осло          | Норвегія   | 0 – 3     | Німеччина | Відбір до ЧС 2018 | -    | 85'      |
| 11-11-2016 | Серравалле    | Сан-Марино | 0 – 8     | Німеччина | Відбір до ЧС 2018 | -    | 71'      |
| Усього     |               | Матчів     | 4         |           | Голів             | 1    |          |

## Титули і досягнення
- Найкращий бомбардир та найкращий гравець Чемпіонату Європи (U-17): 2012
- Чемпіон Європи (U-21): 2017
- Срібний призер Олімпійських ігор: 2016